# Фалих Рыфкы Атай (природный парк)

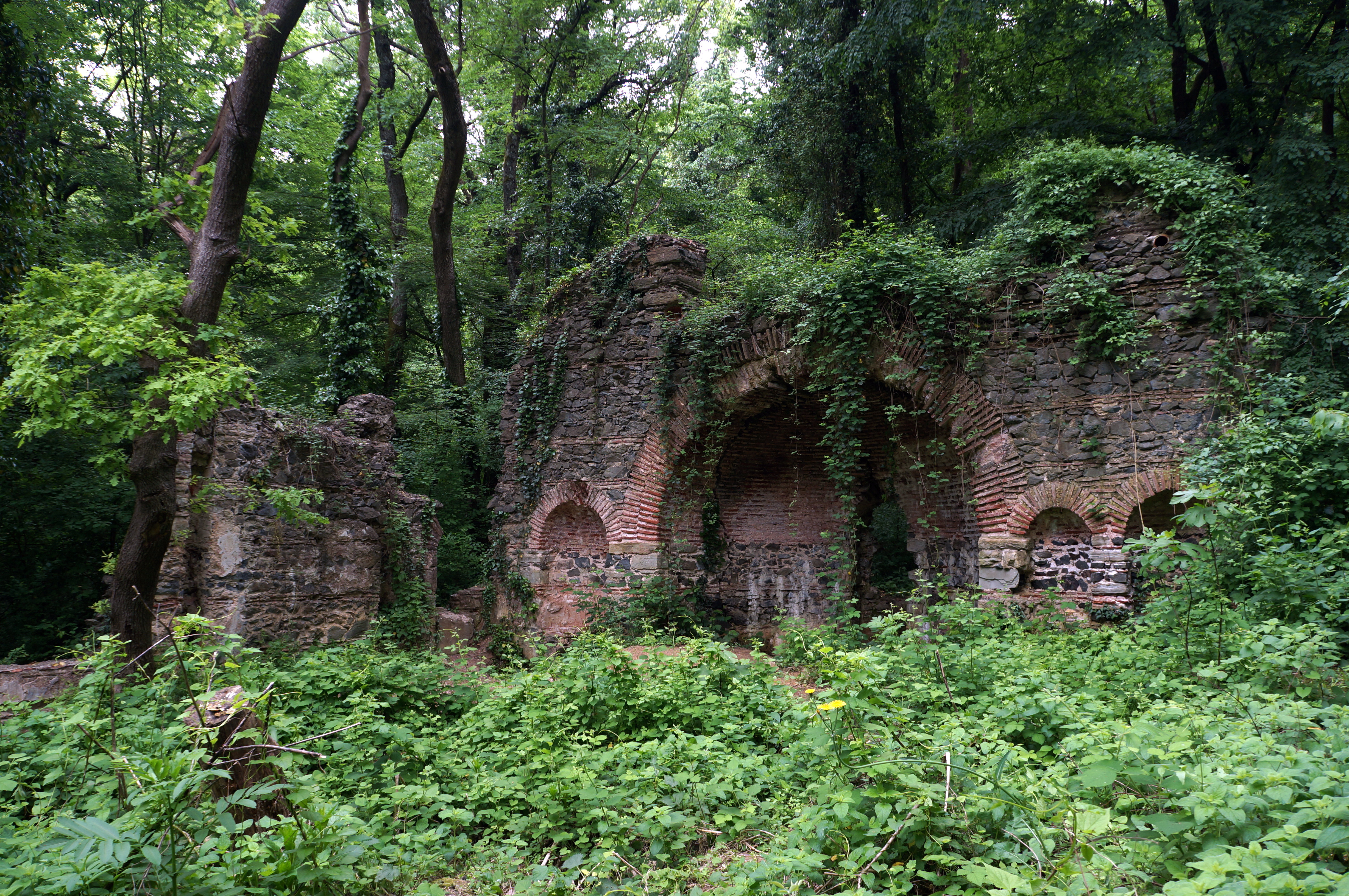
Руины церкви святого Георгия на территории парка

Фалих Рыфкы Атай (тур. Falih Rıfkı Atay Tabiat Parkı) — природный парк, расположенный на территории Сарыера, района Стамбула (Турция).
Он находится в 7 км к северо-западу от квартала Бахчекёй в районе Сарыер и рядом с природным парком Нешет Сую, занимает площадь в 16,33 гектара. Парк был создан в 2011 году и является одним из девяти природных парков в Белградском лесу. Он назван в честь турецкого журналиста, писателя и политика Фалиха Рыфкы Атая (1894—1971).
Сербы, пленённые османским султаном Сулейманом Великолепным (правил в 1520—1566 годах) при осаде Белграда в 1521 году, были переправлены в окрестности Стамбула и поселены в деревне, находившейся на территории нынешнего парка. Здесь также находятся руины церкви, являющейся охраняемым историческим памятником и зарегистрированной как объект культурного наследия в ноябре 1999 года.
В парке Фалих Рыфкы Атай созданы условия для таких видов активного отдыха на открытом воздухе, как пешие походы, велосипедные прогулки и пикники. На его территории организованы игровые площадки для детей, а также работает ресторан под открытым небом. Вход в парк платный как для пеших посетителей, так и для транспортных средств.

## Экосистема
Природный парк Фалих Рыфкы Атай обладает богатой флорой и фауной.
Флора
Парк служит местом обитания для разнообразных видов растений. К самым распространённым здесь деревьям относятся дуб (Quercus robur) и граб (Carpinus betulus). К другим лиственным деревьям относятся скальный дуб (Quercus petraea), вулканический дуб (Quercus vulcanica), а к кустарникам — ежевика (Rubus plicatus), иглица колючая (Ruscus aculeatus), эрика древовидная (Erica arborea) и лавр (Laurus nobilis). К редким деревьям, представленным в парке, можно причислить липу пушистую (Tilia argentea) и бук восточный (Fagus orientalis). Сассапариль высокий (Smilax excelsa), обриета культурная (Aubrieta cultorum), земляника (Fragaria) и кошачья мята (Nepeta cataria) — лишь некоторые виды цветущих растений, встречающихся в парке.
Фауна

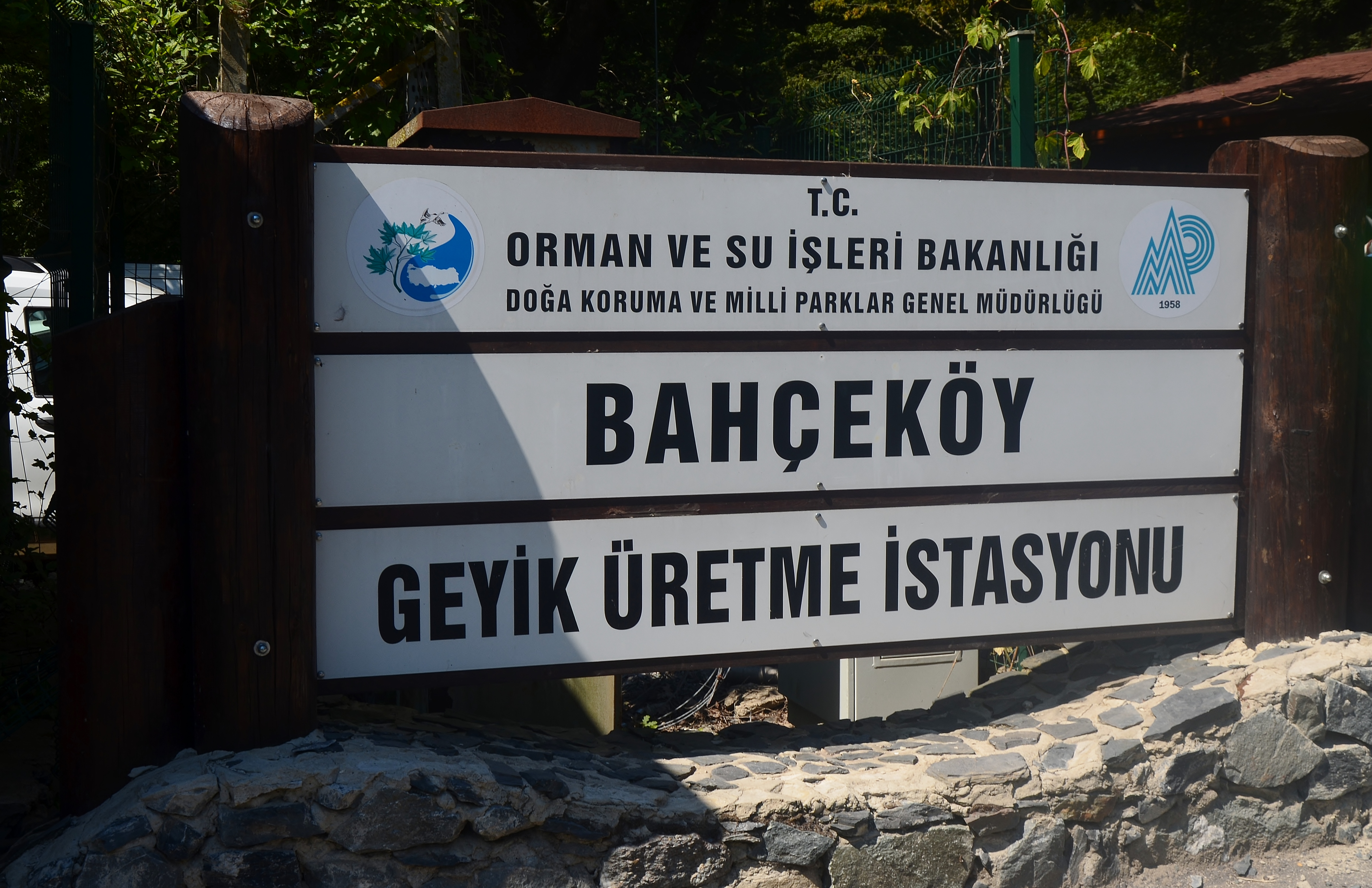
Бахчекёйская оленья ферма в Белградском лесу

Основу фауны природного парка Фалих Рыфкы Атай составляют дикобразы, белки, черепахи, сороки, вороны, дятлы, воробьи и вьюрки. На его территории также находится оленья ферма (тур. Geyik Üretme İstasyonu).